# 阿豆佐味天神社

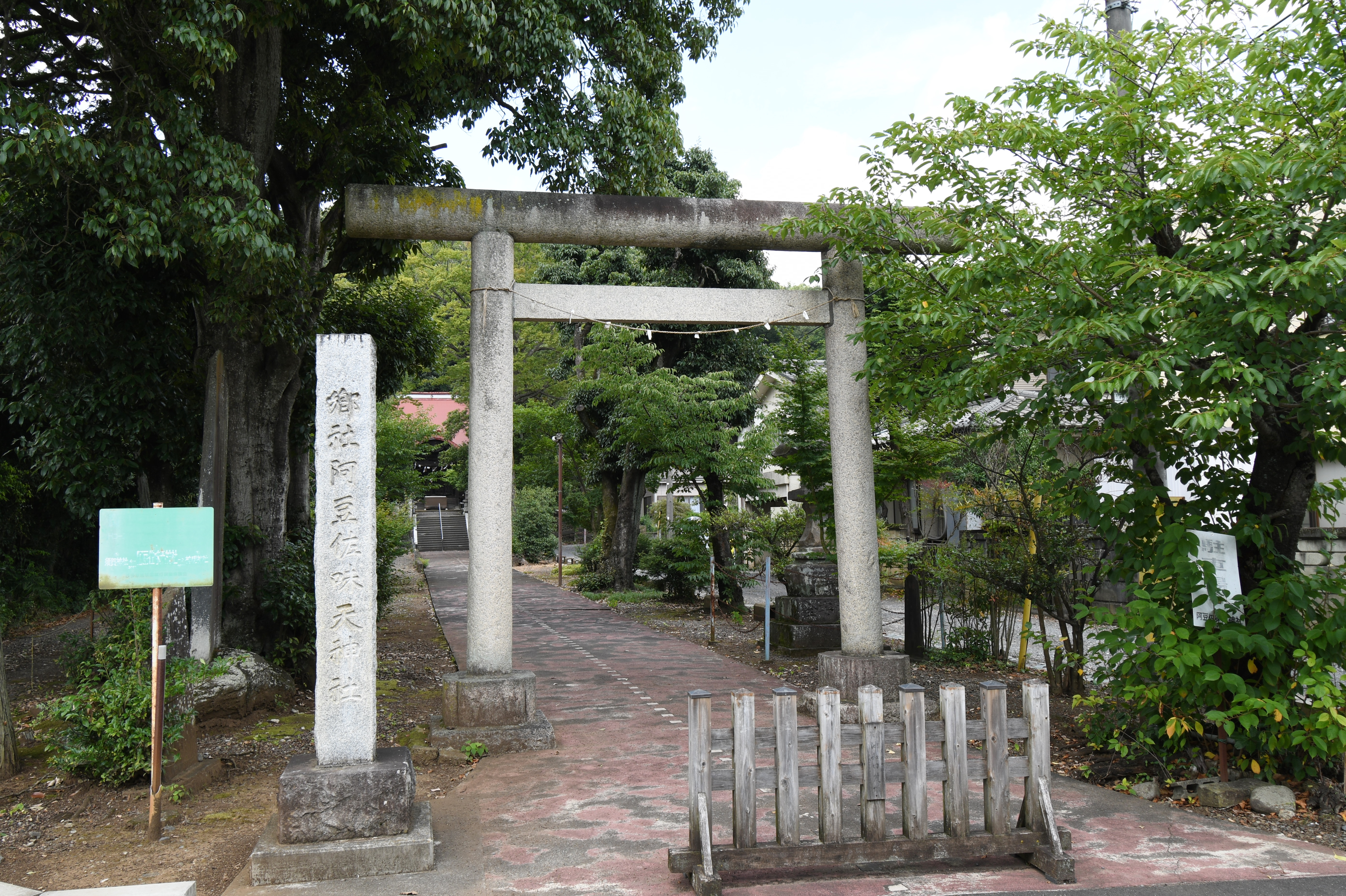
鳥居

阿豆佐味天神社（あづさみてんじんじゃ）は、東京都西多摩郡瑞穂町にある神社。式内社で、旧社格は郷社。
他の阿豆佐味天神社の総本宮である。瑞穂町と武蔵村山市のほぼ境界上の狭山丘陵南麓部に位置する古社で、『延喜式神名帳』には武蔵国多摩郡八座の一座に数えられている。

## 祭神
現在の祭神は次の3柱。
- 少彦名命（すくなひこなのみこと）
- 素戔嗚命（すさのおのみこと）
- 大己貴命（おおなむちのみこと）

## 歴史

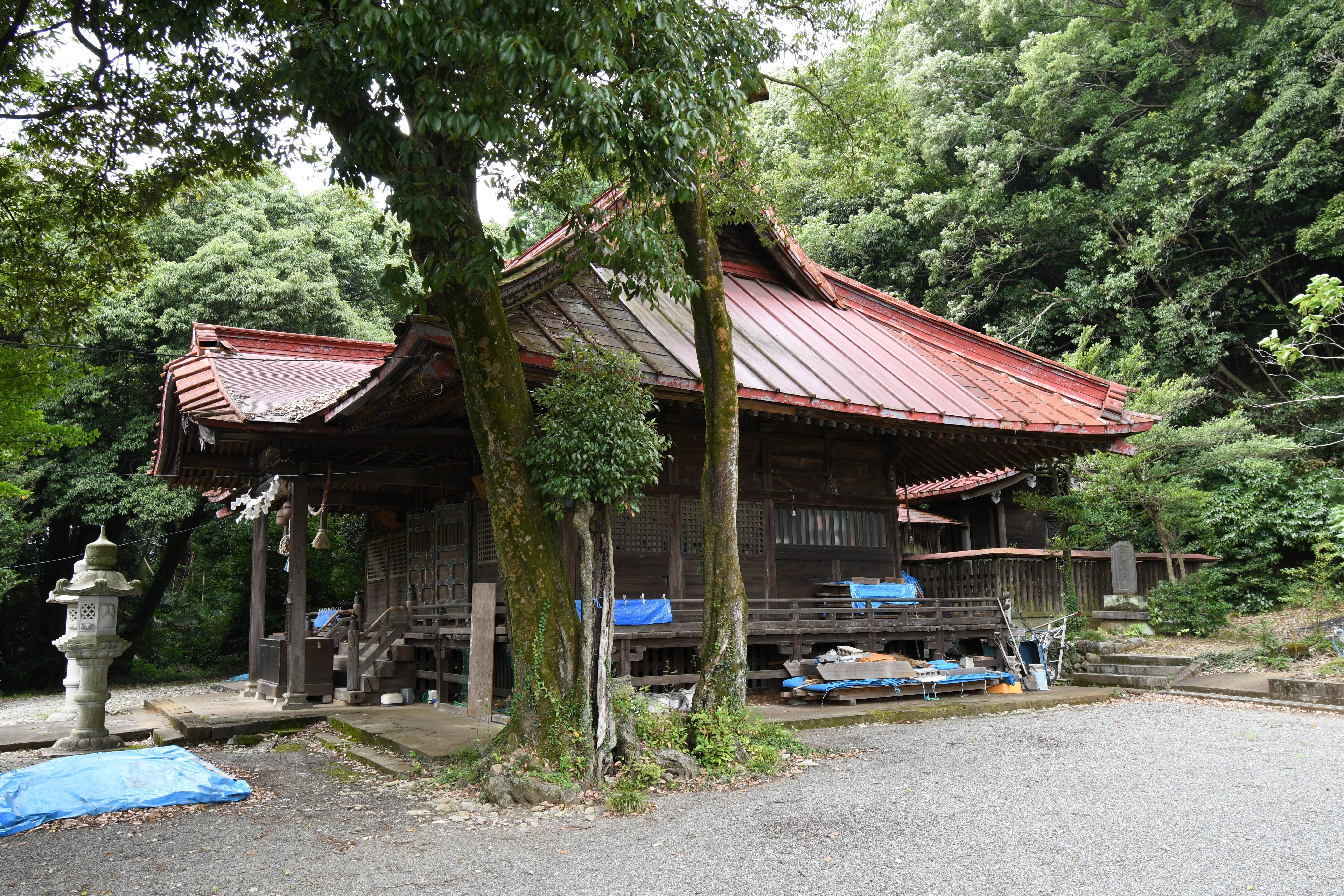
社殿

社伝によれば、寛平4年（892年）桓武平氏の祖・高望王が創建したという。
村山郷の総鎮守で、武蔵七党の一、村山党（高望王の子孫で秩父平氏の流れを汲む）の氏神として崇敬を受けた。阿豆佐味という社名については、梓弓によるという説、楸（きささげ、古名あずさ）によるという説、湧水（阿豆＝甘い、佐＝味の接頭語、味＝水で、甘い水の意）によるという説など諸説ある。
天正12年（1584年）、慶長3年（1598年）の修復を経て、享保年間（1716年-1736年）村山土佐守により社殿の修復が行われ、その後も後北条氏が社領15貫文、徳川幕府が朱印地12石を寄進するなど、歴代領主から厚く遇されている。明治6年（1873年）郷社に列格した。因みに殿ヶ谷の地名は、村山党の居館があったことに由来するという。社頭前には文久3年（1863年）の社号標がある。
また、立川市砂川町に鎮座する阿豆佐味天神社は、1629年（寛永6年）のちに砂川村となる地域の開拓に伴い、その鎮守として勧請し、1738年（元文3年）に本殿が造営された。砂川の新田開発を行った岸村（現在の武蔵村山市岸）の村野氏（後の砂川氏）は村山党の後裔を称する。また、小平市小川町の小平神明宮、同市仲町の熊野宮は、同じく小川新田の開発を行った岸村の小川氏と、当社の社家、宮崎氏が、岸村に鎮座していた当社の摂社、神明社と熊野宮を勧請したものである。

## 摂末社
- 奥宮、神明宮、八幡社、熊野社、雷神社、正一位稲荷神社、厳島社、須賀神社、甲子社

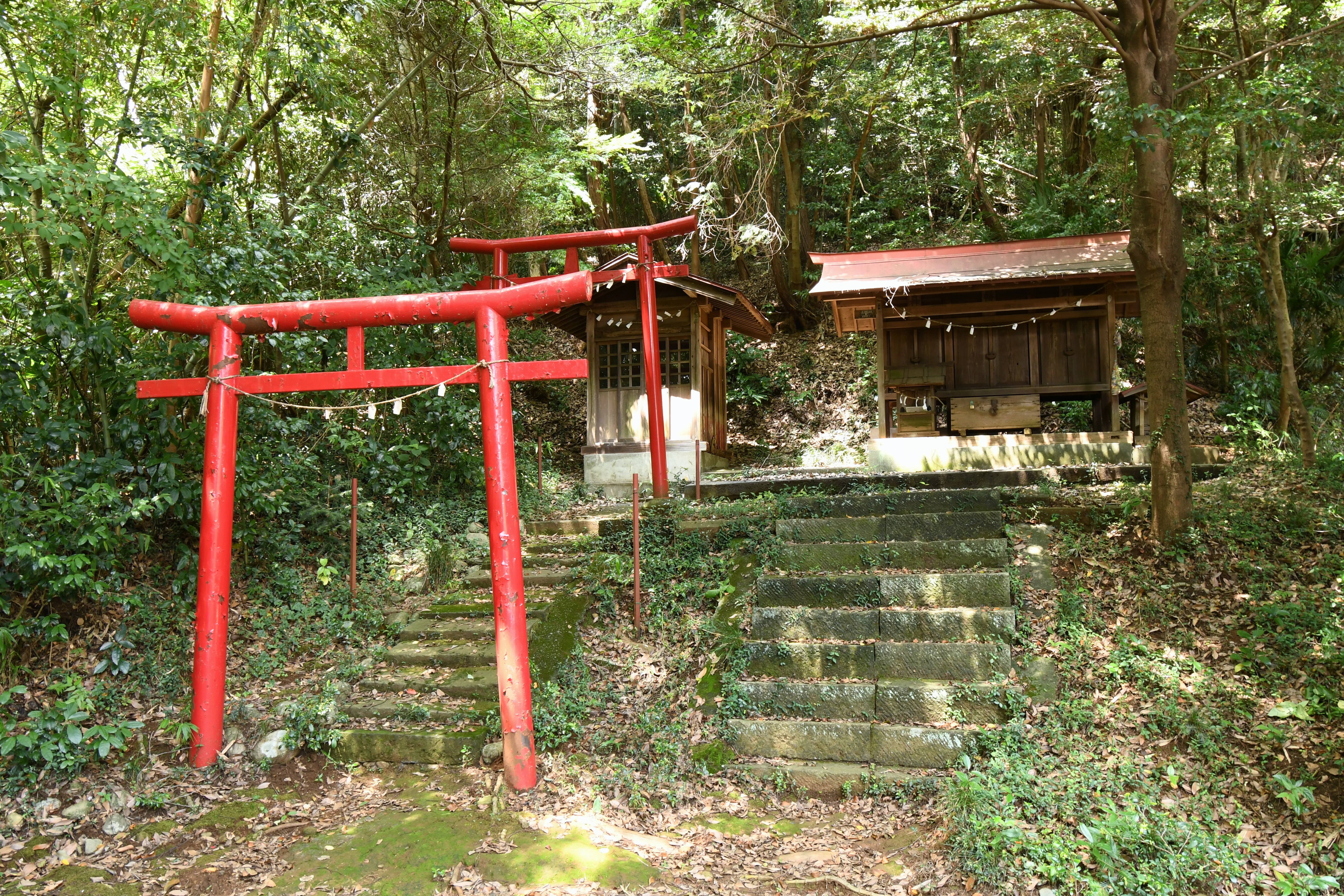
境内社
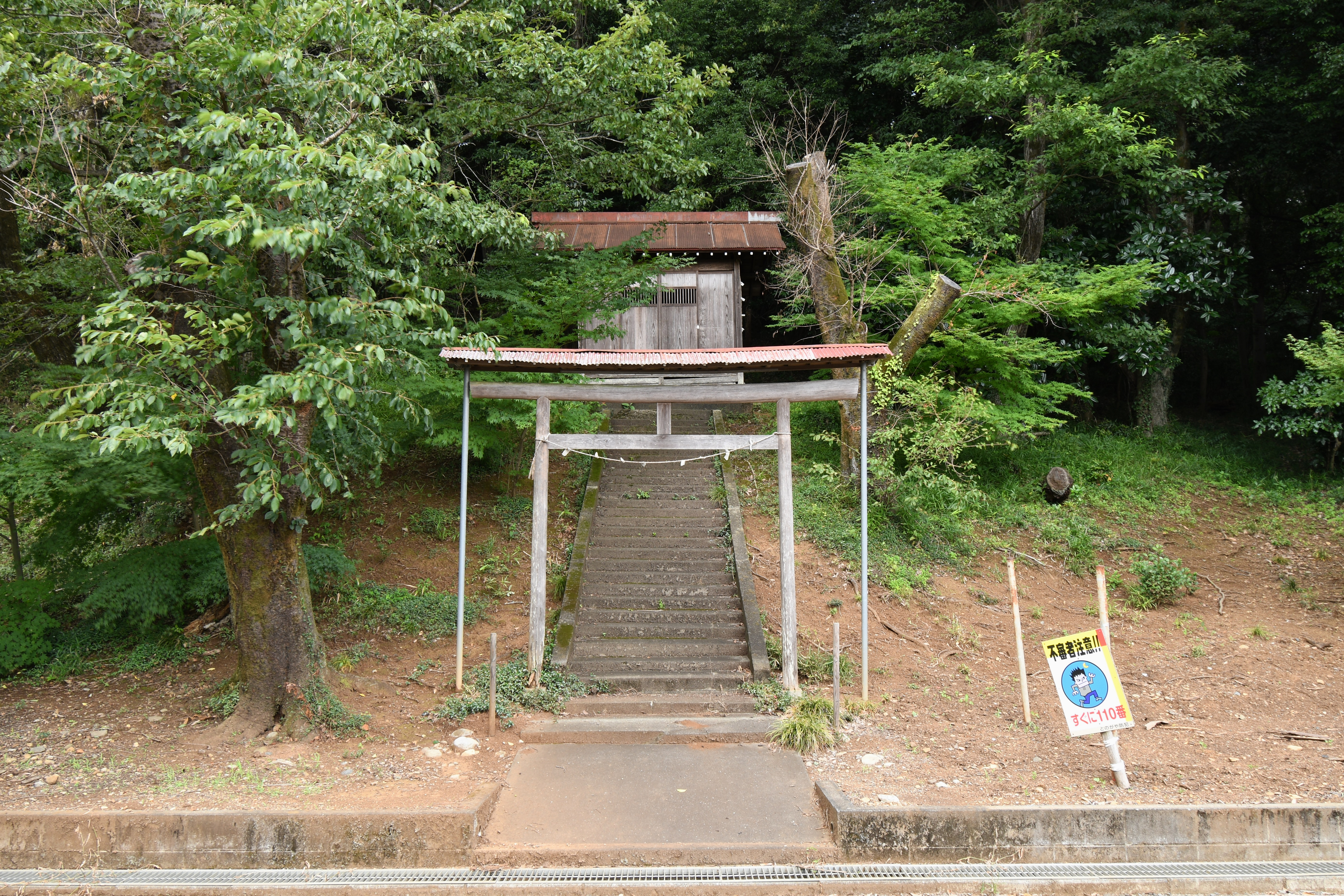
境内社

## 例大祭
- 3月4日

## 交通
- 八高線、箱根ヶ崎駅東口から、立川バス、立川駅北口行き・昭島駅北口行きで、殿ヶ谷下車、徒歩3分。
- 中央線他、- 立川駅北口から、立川バス、箱根ケ崎駅東口行き、岩蔵街道入口行きで、殿ヶ谷下車、徒歩3分。

- 瑞穂町コミュニティバス、寄り合いハウスいこい下車、徒歩3分。（箱根ヶ崎駅東口発着、石畑殿ケ谷コース）

- 武蔵村山市内循環バス、三ツ木地区会館下車、徒歩8分。（上北台駅発着、上北台通勤ルート）

## 関連文献
- 「殿ヶ谷村 阿豆佐美天神社」『新編武蔵風土記稿』 巻ノ120多磨郡ノ32、内務省地理局、1884年6月。NDLJP:763994/72。